# Китамура Кигин
Кигин Китамура (яп. 北村季吟; 19 января 1625, Оми, Япония — 4 августа 1705) — японский поэт и писатель периода Эдо, учёный.

## Биография
Родился в семье врачей. В молодости увлёкся поэзией. Стал изучать хайку у Масааки Асукая и Санэнари Шимидзудани, а его учителями по поэзии вака стали: Тэшицу Ясухара и Тэйтоку Мацунага. Работал в синтоистком храме. Занимался написанием книг и рассказов, но большую известность ему принесли комментарии к произведениям японской классики.
Похоронен в буддийском храме в Тайто, Токио.

## Произведения

### Книги
- Shiratsuyu (しら露) — 1639[1]
- Yamanoi (山之井)[2][3] — 1648[4]
- Hitorigoto (独琴)[5][6][7] — 1649[8]
- Kana retsujoden (仮名列女伝)[9] — 1655[10]
- Ominaeshi (をみなへし) — 1661[11]
- Wa-kan rōeishū chū (和漢朗詠集註)[12] — 1671[13]
- Haikai umoregi (誹諧埋木) — 1673[14]
- Kogetsusho (湖月抄) — 1673[15]
- Shūi wakashū (拾遺和歌集) — 1679[16]
- Karin'en no ki (花林園記) — 1681[17]
- Kigin shiika fuku (季吟詩歌幅) — 1685[18]
- Kigin haironshū (季吟俳論集)[19]
- Kigin ku kaishi jinushikarawa hoka (季吟句懐紙)[20]
- Kitamura Kigin shū (北村季吟集)[21]
- Iwatsutsuji (岩つつし)[22][23][24]
- Man'yō shūsui shō (萬葉拾穗抄)[25]
- Shin chokusen wakashū kōjitsu (新勅撰和歌集口實)[26]
- Shinzoku inutsukubashū (新續犬筑波集)[27]
- Shiwasu no tsukiyo (師馳の月夜)[28]
- Shūsuiken miyako kaishi (拾穂軒都懐帋)[29]

### Комментарии к произведениям других авторов
- Yamato monogatari shō (大和物語抄)[30] — 1653[31] — коментарий к книге Повесть о Ямато (大和物語)
- Tosa Nikki shō (土左日記抄)[32] — 1661[33] — комментарий к книге  Дневник путешествия из Тоса (土佐日記)
- Tsurezuregusa mondanshō (徒然草文段抄)[34][35] — 1661 — комментарий к книге Записки от скуки (徒然草)
- Genji monogatari kogetsu shō[36] — 1673[37] — комментарий к книге Повесть о Гэндзи (源氏物語)
- Makura no sōshi shunsho shō (枕草子春曙抄)[38] — 1674[39] — комментарий к книге Записки у изголовья (枕草子)
- Ise monogatari shūsuishō (伊勢物語拾穂抄)[40] — 1680[41] — комментарий к Исэ-моногатари (伊勢物語)
- Hyakunin isshu shūsuishō (百人一首拾穂抄)[42] — 1681[43]
- Hachidaishū shō (八代集抄)[44] — 1682[45]

## Известные ученики
- Ден Сутеджо
- Мацуо Басё
- Ямагути Содо
- Ямаока Гэнрин
- Янасигава Ёсиясу